# 华灰早熟禾
华灰早熟禾（学名：Poa sinoglauca）为禾本科早熟禾属下的一个种。